# Puta der Jüngere von Častolowitz
Puta der Jüngere von Častolowitz (Vorname auch: Puota, Puotha; Nachname auch: Czastolowitz; Tschastolowitz; tschechisch: Půta mladší z Častolovic; † 1434 in Pressburg) entstammte dem Adelsgeschlecht Častolowitz. Er war zunächst Landeshauptmann und später Pfandherr von Glatz, Frankenstein und Münsterberg.

## Herkunft und Werdegang
Seine Eltern waren Puta d. Ä. von Častolowitz und Anna († 1440/54), eine Tochter des Herzogs Johann II. von Teschen-Auschwitz. Wie sein Vater besaß er neben Častolowitz weitere Besitzungen in Ostböhmen. 
Puta d. J. war zunächst ein Anhänger der Hussiten, wurde jedoch schon bald deren erklärter Gegner. Bei der Bekämpfung der Hussiten zeichnete er sich durch besonderen Eifer aus. Wohl deshalb ernannte ihn der böhmische König Sigismund 1422 zum königlichen Landeshauptmann des Glatzer Landes sowie zum Landeshauptmann für das Weichbild Frankenstein. 1424 schloss Puta mit dem Münsterberger Herzog Johann ein Bündnis gegen die Hussiten, die vermutlich deshalb im Dezember 1425 einen ersten Einfall in das Glatzer und schlesische Gebiet unternahmen. 1427 kämpfte Puta d. J. in Ostböhmen mit einem schlesischen Heer gegen die Hussiten. 1428 nahm er an der Schlacht bei Altwilmsdorf teil, bei der Johann von Münsterberg den Tod fand. Dessen nunmehr verwaistes Fürstentum verpfändete König Sigismund am 13. August 1429 seinem treuen Anhänger Puta d. J. 1431 folgte auch das Pfandrecht für das Glatzer Land sowie Frankenstein, dessen Münzrecht Puta seit 1426 besaß. 1434 schließlich schenkte Sigismund Puta d. J. das Herzogtum Münsterberg. Im königlichen Auftrag führte Puta d. J. mehrere diplomatische Aufträge aus. Kurz vor seinem Tod begleitete er Boten des Basler Konzils zum Kaiserhof.
Putas politische Absichten zielten darauf ab, eine Familienherrschaft beiderseits der Grenze zwischen dem Glatzer Land und Schlesien sowie Ostböhmen zu errichten. Seine Heirat 1396 mit Anna von Kolditz († 1467), einer Tochter des Schweidnitzer Landeshauptmanns Albrecht von Kolditz, schuf dafür günstige Voraussetzungen. 
Puta d. J. starb 1434 ohne männliche Erben. Er hinterließ die unmündigen Töchter Anna, Katharina († vor 1467) und Salome († 1489):
- Anna heiratete 1446 Ulrich (Oldřich) Zajíc von Hasenburg.
- Katharina heiratete in erster Ehe 1441 oder 1442 Heralt II. aus der Linie „von Lisnitz“ (Líšničtí) der Herren von Kunstadt[1]. Nach dessen Tod vermählte sie sich 1447 mit Johann Zajíc von Hasenburg. Dieser heiratete nach Katharinas Tod Anna († 1478), eine Tochter des Herzogs Wenzel II. von Troppau-Leobschütz († 1445/47)[2].
- Salome heiratete um 1442 Wilhelm von Troppau, einen Neffen des gefallenen Münsterberger Herzogs Johann.

Putas Witwe Anna, die die Pfandbriefe für Glatz, Frankenstein und Münsterberg behielt, verwaltete die Besitzungen zunächst mit dem Glatzer Landeshauptmann Marquard von Mittelwalde. Nach Verhandlungen mit verschiedenen Interessenten verkaufte sie ihre Ländereien an den böhmischen Adeligen Hynek Kruschina von Lichtenburg, der sich verpflichtete, die auf den Besitzungen lastenden Schulden zu übernehmen und Putas unmündige Töchter standesgemäß zu versorgen. Drei Wochen später ehelichte er Anna von Kolditz.